# (2919) Dali
(2919) Dali (1981 EX18) – planetoida z grupy pasa głównego asteroid okrążająca Słońce w ciągu 5,58 lat w średniej odległości 3,14 j.a. Została odkryta 2 marca 1981 roku w Obserwatorium Siding Spring przez Schelte Busa. (2919) Dali należy do planetoid z rodziny Themis.